# Циклічний граф
Циклічний граф або граф-цикл — у теорії графів, це граф, який складається з єдиного циклу, або, іншими словами, деякого числа вершин, з'єднаних замкнутим ланцюгом. Граф-цикл з n вершинами позначають як Cn. Число вершин у Cn дорівнює числу ребер і кожна вершина має ступінь 2, тобто будь-яка вершина інцидентна рівно двом ребрам.

## Термінологія
Граф-цикл має багато синонімів. Використовують терміни простий граф-цикл і циклічний граф, хоча останній термін вживається не часто, оскільки він може стосуватися графів, що не є ациклічними. Іноді вживаються терміни цикл, багатокутник або n-кутник. Цикл з парним числом вершин називають парним циклом, а з непарним числом вершин — непарним циклом.

## Властивості
Граф-цикл:
- пов'язаний
- 2-регулярний
- ейлерів
- гамільтонів
- з постійною відстанню одиниця
- розфарбовуваний у два кольори, якщо і тільки якщо має парне число вершин. Граф є двочасткових якщо і тільки якщо він не має непарних циклів (як подграфов).
- реберно-2-розфарбовуваний, якщо і тільки якщо має парне число вершин.

Додатково:
- Оскільки графи-цикли можна намалювати як правильний багатокутник, симетрії циклу з n вершинами ті ж самі, що й у правильного багатокутника з n сторонами, тобто діедральна група порядку 2n. Зокрема, існують симетрії, що переводять будь-яку вершину в будь-яку іншу вершину і будь-яке ребро будь-яке інше ребро, так що n-цикл є симетричним графом.

Подібно до платонових графів, циклічні графи утворюють кістяки двогранників. Двоїстими їм є дипольні графи, які утворюють кістяки осоедрів.

## Орієнтований граф-цикл

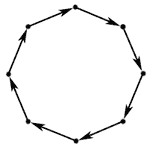
Орієнтований граф-цикл довжини 8

Орієнтованим графом-циклом називається орієнтована версія графа-циклу, в якому всі дуги спрямовані в одному і тому ж напрямку.
У орієнтованому графі множина дуг, які містять хоча б одну дугу з кожного орієнтованого циклу, називається розриваючую множиною дуг. Подібним чином, множина вершин, що містять щонайменше одну вершину з кожного орієнтованого циклу, називається розриваючую множиною вершин.
Орієнтований граф-цикл має постійну полуступень заходу 1 і постійну полуступень результату 1.
Орієнтовані графи-цикли є графами Келі циклічних груп (див., наприклад, Тревізана).